# 沙澧河风景区
沙澧河风景区位于河南省漯河市市区，沿沙河与澧河河道两岸，以两河交汇处附近为中心，呈带状分布，总计36公里，总面积669万平方米。该景区以城市防洪工程为依托，集生态保障、文化旅游为一体，先后被评为国家4A级旅游景区、国家水利风景区、河南省生态文明教育基地、河南省文明风景旅游区。
 

## 景区建设
风景区工程建设分为三期，其中第一期位于漯河市区核心区段，于2007年启动，并已于2012年10月竣工。截止2019年，二期工程仍在建设中。
目前，风景区内有月牙湖、梨园春、凤凰山、金沙滩等29个主题游园；有橡胶坝、节制闸等水利设施；有镇河铁牛、大槐树、螺湾古渡、观音阁等历史文化景点；有智慧健身音乐步道、红枫广场等休闲景点。  

## 举办活动
- 漯河龙舟公开赛，从2017起每年4-5月份定期举办。[6]
- 环沙澧河国际半程马拉松赛。[7]
- 第五届中原骑游节暨第六届环沙澧河自行车公开赛。